# Прухняк, Эдуард Андреевич
Эдвард Андреевич Прухняк (пол. Edward Próchniak, партийные псевдонимы — Стефан Копец, «Олек», «Север», Sewer, 4 декабря 1888, Пулавы — 21 августа 1937, Лефортовская тюрьма) — польский коммунист.

## Биография
С 1903 года — член Социал-демократии королевства Польши и Литвы.
Участник революции 1905—1907 годов. За революционную деятельность неоднократно подвергался арестам, ссылкам.
В 1911 годах учился в руководимой В. И. Лениным Партийной школе в Лонжюмо под Парижем.
В 1917—1918 годы — выступил одним из организаторов Московской группы СДКПиЛ. Участвовал в Февральской и Октябрьской революции 1917 года, был членом Лефортовско-Благушенского райкома большевистской партии.
После октябрьской революции возглавлял польский отдел в наркомате национальностей, член польской секции ВКП(б).
С декабря 1918 года — член Коммунистической партии Польши.
В 1918—1919 годы в Варшаве работал секретарём военного отдела ЦК компартии Польши.
В 1920 году в Белостоке был членом Временного революционного комитета Польши и Польского бюро ЦК РКП(б). Участвовал в работе 2—6-го съездов компартии Польши.
С 1921 года — представитель компартии Польши в Исполкоме Коминтерна. Был участником 4—7-го конгрессов Коминтерна. В 1922 году избран членом ИККИ, с 1925 неоднократно избирался в Политбюро ЦК КПП (в 1931—37 кандидатом в члены Политбюро ЦК), в 1928 избран в Президиум ИККИ, в 1935 — кандидатом в члены ИККИ.

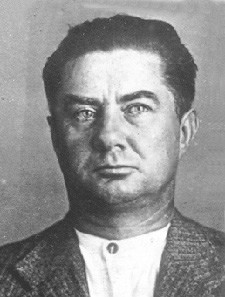
Фото НКВД

Арестован в мае 1937 года. 21 августа расстрелян в Лефортовской тюрьме по приговору ВКВС. Реабилитирован в 1957 году.